# Industrias Navales A Xunqueira (INAX)
Industrias Navales A Xunqueira S.L. (INAX) es un astillero español, sus instalaciones se encuentran situadas en la parroquia de Meira en Moaña, iniciándose durante la década de 1970 en el diseño, construcción, reparación y transformación de buques en acero, así como también de todo tipo de estructuras flotantes en general.

## Historia
Los orígenes del astillero se remontan en los primeros años de la década de 1970, cuando Manuel Parcero Fernández funda la compañía llamándose inicialmente taller Junquera, en sus cinco primeros años de actividad se dedica a labores de reparación de automóviles. A partir del año 1975 la empresa diversifica su actividad iniciándose en tareas relacionadas con la construcción y reparación naval, realizando ese tipo de trabajos en buques de distinto tonelaje.
A comienzos de los años 90 la empresa traslada su actividad a sus actuales instalaciones de O Cocho (Meira), en donde comparte espacio con otras atarazanas moañesas. En esta factoría -al margen de los trabajos citados anteriormente relacionados con reformas y nuevas construcciones navales- comienza a desempeñarse también en tareas relacionadas con la fabricación de bloques y estructuras en acero para otros astilleros ubicados en la Ría de Vigo.
Durante el periodo que comprende entre 2011 y 2014, el sector naval español vivió una crisis de pedidos provocada por la bajada de los precios del petróleo, la crisis económica que afectó al país y por la suspensión del Tax Lease, un procedimiento financiero empleado en el sector naval para invertir en la construcción de buques a cambio de bonificaciones fiscales por parte de la Comisión Europea. Estos acontecimientos también afectaron a Industrias Navales A Xunqueira, por lo que la dirección de la empresa envió en enero de 2012 una instancia a la Autoridad Portuaria de Vigo solicitando ampliar su actividad para asumir labores de desguace de buques, con el objetivo de evitar la aplicación de un expediente de regulación de empleo (ERE) como consecuencia de la baja actividad productiva.
Posteriormente los astilleros de Vigo se recuperaron de esa escasez de pedidos, básicamente gracias a la consecución de diversos contratos para la construcción de barcos pesqueros. En esta renovación de la flota pesquera Industrias Navales A Xunqueira participó activamente, construyendo buques palangreros para armadores gallegos y fabricando bloques en acero para otros astilleros de la ría, entre ellos Astilleros Armón Vigo, Freire Shipyard y el ya desaparecido Hijos de J. Barreras.
En 2021 la empresa trabaja como subcontrata para el astillero Balenciaga, la factoría moañesa se encargó de la fabricación de bloques de acero en sus instalaciones para un buque salmonero, que una vez finalizados fueron trasladados por carretera hasta la localidad vasca de Zumaya. En este periodo INAX también comienza a realizar bloques para la atarazana asturiana Astilleros Gondán y plantea iniciarse en el sector de las energías renovables.
A lo largo del mes de abril del siguiente año y tras recibir diversas ofertas de inversores extranjeros a través de un broker, el consejo de administración anuncia su intención de vender la factoría por la falta de relevo generacional y la inestabilidad del sector naval. Esta operación, planificada años antes se vio truncada y retrasada por la pandemia de COVID-19. La etapa que se abrió con este proceso de venta fue convulsa para el astillero, ya que el sindicato CUT convocó una huelga debido a retrasos en el pago de los salarios y también solicitó la readmisión en la plantilla de cinco empleados despedidos. En ese mismo año el fundador de la empresa, Manuel Parcero Fernández, fue detenido en una operación contra la construcción de narcolanchas en la Provincia de Pontevedra, incluso una de estas embarcaciones resultó calcinada frente al astillero.
En septiembre y tras cinco meses sin cobrar sus salarios, la plantilla convocó una huelga indefinida con el apoyo del sindicato CUT. Dos años después –en 2024- la empresa se declara en insolvencia y se encuentra sin actividad, por lo que la plantilla se ve obligada a acudir al FOGASA para cobrar sus nóminas atrasadas e indemnizaciones.

## Productos
Sus principales actividades son el mantenimiento, reparación, transformación y construcción de buques y estructuras flotantes de hasta 65 metros de eslora y 25 metros de manga en acero. Otros importantes nichos de negocio de la compañía son los trabajos de fabricación de bloques o estructuras en acero como subcontrata para otros astilleros y tareas relacionadas con el desguace de embarcaciones.

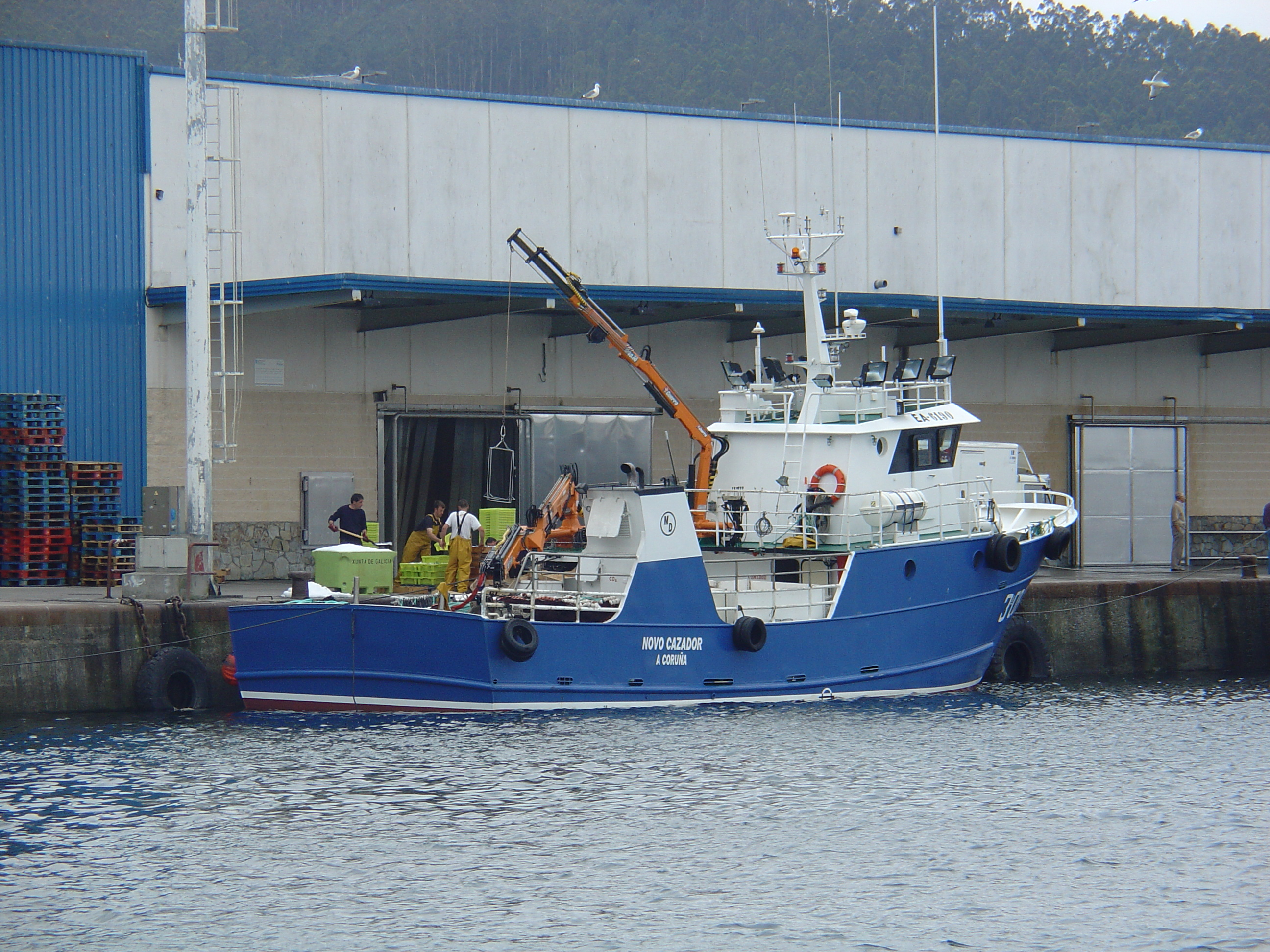
Novo Cazador.

En lo que respecta a las nuevas construcciones de sus gradas han salido mayoritariamente pesqueros para armadores gallegos, como en la mayoría de los astilleros de la ría. Con todo, su periodo más prolífico en nuevas construcciones es el que abarca el decenio 2000-2010, etapa en la que INAX entrega los palangreros Cruceiro de Pazos, Marguel, Nuevo Pilín, O Kevin, Os Castro y Tercero dos Meros. También construyó otros buques relacionados con la pesca extractiva o la acuicultura, como fue el caso de los arrastreros Nuevo Losada y Vilaboa Uno, o los auxiliares mejilloneros Novo Cazador y Patricia Otero. 
A lo largo del lustro que comprende desde el año 2016 hasta el 2021, el astillero retoma su actividad en el segmento de los proyectos de nuevas construcciones. Haciendo entrega de los palangreros Manolo del Terín y Mercedes Emilia, así como de un nuevo arrastrero subcontratado por Astilleros Armón Vigo, el Ponta Macalonga para Nueva Pescanova. Asimismo se construyeron otros dos buques no vinculados con el sector de la pesca; la gabarra Antora destinada al transporte de aceite en el Puerto de Tarragona y el catamarán multipropósito Trames Diez, diseñado para prestar servicios en instalaciones de cables submarinos o en parques eólicos offshore.
En su palmarés también figura la construcción de una rampa flotante móvil tipo Ro-Ro encargada por el Puerto de Santander en el año 2016, siendo la segunda estructura de estas características construida por un astillero de la ría olívica tras la realizada por Factorías Vulcano un año antes para el Puerto de Vigo.

## Instalaciones
Sus instalaciones están situadas en la zona de O Cocho perteneciente a la parroquia de Meira en Moaña, en su zona sur limitan con otras dos factorías navales, Atollvic Shipyard y Aister Aluminium Shipyard. Cuentan con una superficie aproximada de 5 600 m², disponen de un varadero con 4 vías para buques y una nave de 4 700 m², en ella existe espacio para dos oficinas con despachos con baño y cuatro vestuarios con baños y ducha.